# داویده تونانی
داویده تونانی (انگلیسی: Davide Tonani؛ زادهٔ ۱۳ مهٔ ۱۹۹۲) بازیکن فوتبال اهل ایتالیا است.
از باشگاه‌هایی که در آن بازی کرده‌است می‌توان به باشگاه فوتبال کیه‌وو ورونا، باشگاه فوتبال اینتر میلان، و باشگاه فوتبال پرو ورچلی اشاره کرد.